# 山口富生
山口 富生（やまぐち とみお、1970年1月6日 - ）は、日本の競輪選手。岐阜県大垣市出身。日本競輪学校（当時。以下、競輪学校）第68期生。日本競輪選手会岐阜支部所属、ホームバンクは大垣競輪場。師匠は棚橋良博。
父の山口啓（7期）、実兄の山口幸二（62期）はともに元競輪選手。甥にあたる幸二の長男の山口聖矢（115期）、その次男の山口拳矢（117期）はともに競輪選手。

## 来歴
岐阜県立大垣工業高等学校を卒業後、競輪学校に68期生として入学。デビュー戦は1991年8月7日の久留米競輪場（8着）。
2002年6月2日に行われた高松宮記念杯競輪決勝で、同県の山田裕仁の捲りに乗ってGI初制覇。優勝後の表彰式においては、兄の幸二が野球で言われるところのリリーフカーを運転して弟・富生を乗せて登場するなど、兄の方が目立っていた。同年のKEIRINグランプリ02でも山田裕仁のマークから直線勝負に出るも、山田を3/4車輪交わせず2着となった。
幸二は先に1998年のオールスター競輪を優勝しており、競輪界では藤巻昇・清志兄弟に次ぐ、史上2例目となる兄弟GI制覇の快挙を達成した（他は村上義弘・博幸兄弟が3例目となったのみ）。
54歳となった2024年でもS級1班に在籍し、同年の第75回高松宮記念杯競輪では2021年の第75回日本選手権競輪以来3年ぶり、高松宮記念杯競輪としては5年ぶりのGI出場を果たし、同時に54歳5か月での出走となり54歳4か月での出場記録（第65回オールスター競輪）を持つ神山雄一郎を抜いてGIレース最年長出場記録を更新した。11月の第66回朝日新聞社杯競輪祭にも出場し最終日の一般戦で勝利したことで、GI開催での最年長勝利記録も同時に更新した。
55歳となる2025年上期もS級1班格付けとなり、地元地区である豊橋で開催の第40回読売新聞社杯全日本選抜競輪において出場選手として選抜され、初日第6レースでは55歳1か月15日で出場し最年長出場記録をさらに更新した。同レースでは甥であり弟子でもある山口拳矢の番手で挑んだが、拳矢の捲りについていけず8着に終わったものの、最終日に最年長勝利記録を再更新した。さらに、これも地元地区である名古屋で開催の第79回日本選手権競輪にも出場、5日目一般（2）に55歳3か月29日で出走し3着（途中帰郷）。4月には55歳3か月となり、それまで神山雄一郎が55歳2か月で保有していた最年長S級1班格付け記録を更新。6月の第65回高松宮記念杯競輪（岸和田）にも55歳5か月で出走し、一次予選の1走目は3着で車券に絡んだ。下期もS級1班格付けで、8月の第68回オールスター競輪にも選考順位98位で出場した。

## 主な獲得タイトルと記録
- 2002年 - 高松宮記念杯競輪（大津びわこ競輪場）
- GI最年長勝利記録 - 55歳1か月18日（第40回読売新聞社杯全日本選抜競輪）[7]
  - GI最年長出場記録も更新中（継続中）
- S級1班最年長格付け - 55歳3か月（継続中）

## エピソード
- 競輪バラエティ番組のミラクルCに幸二が出演したときの話。母親の信子の話によると、「根（根性）がない」兄貴（山口幸二#エピソードを参照）とは正反対の性格で、例えばプラモデルを最後まで必ずやり遂げるような子だったという。しかし競輪入りするや当初は勝負に対していささか淡白なところがあり、その点について幸二から再三指摘を受けたらしい。しかも兄貴は、「山口幸二の弟と呼ばれるようではダメ。俺のことを山口富生の兄貴と呼ばせるようにしろ」ということを何度も言っていた。
- 幸二は中日ドラゴンズのファンであるが、自身と父親は大の読売ジャイアンツ（巨人）ファンである。
- 幸二には弟子はいなかったが、自身には甥の山口聖矢・拳矢を始め竹内雄作ら弟子が5人いる。